# 夏冬春秋
夏冬春秋（1981年12月19日—），日本漫画家、插畫家。愛知縣出身、在大分縣長大。過去筆名有珈琲。代表作『虎子』、『暮色戀物語』。

## 概要
- 第11回 電撃3大賞 插畫大賞 銀賞。
- 第1回 COMIC SEED!大賞 優秀賞。

- 作畫、塗黑、網點及對話框等皆以電腦完工。
- 有喜歡以不正經態度來回覆提問的傾向：血型為S(Special)型、主機是初號機、用思維成像(Thoughtography)來作畫。

## 作品一覽

### 漫畫
夏冬春秋 名義
- 非常辣妹 - 在2008年動畫化。

珈琲 名義
 名義
- 暮色戀物語[1]

### 插畫
擔任內頁插畫的作品
- - 電撃文庫·真嶋摩言 著·珈琲 繪。
- - GA文庫·白鳥士郎 著·夏冬春秋 繪。

### 單行本
- 暮色戀物語（夕日ロマンス） - 全1冊。

1. ISBN 978-4-7973-4317-5

- 虎子。

1. ISBN 978-4-7973-4224-6
2. ISBN 978-4-7973-4546-9
3. ISBN 978-4-7973-4754-8
4. ISBN 978-4-7973-5003-6（限定版）

### 畫集
1. ISBN 978-4-7973-5076-0

## 來源註解
1. ↑  台灣 東立出版社 以夏冬春秋名稱出版

## 外部連結
- Web★ブラッド（日語）